# Slöinge
Slöinge er en landsby i Slöinge sogn, Falkenbergs kommun, Hallands län, Sverige, ca. 15 km sydøst for Falkenberg. Byen har 1.095 indbyggere. Forfatteren Ulf Nilson og bordtennisspilleren Stellan Bengtsson blev fødte i Slöinge og politikeren Hans Hoff bor i Slöinge.